# ناحیه گلنوود، شهرستان پاپ، مینه سوتا
ناحیه گلنوود (به انگلیسی: Glenwood Township) یک منطقهٔ مسکونی در ایالات متحده آمریکا است که در شهرستان پوپ، مینه‌سوتا واقع شده‌است.
 ناحیه گلنوود ۱۰۷٫۶ کیلومتر مربع مساحت و ۱٬۰۰۴ نفر جمعیت دارد و ۴۱۸ متر بالاتر از سطح دریا واقع شده‌است.